# 相槌神社
相槌神社（あいつちじんじゃ）は、京都府八幡市にある神社である。旧社格は無格社。石清水八幡宮の表参道横に鎮座している。

## 祭神
- 倉稲魂（うかのみたま）

## 歴史

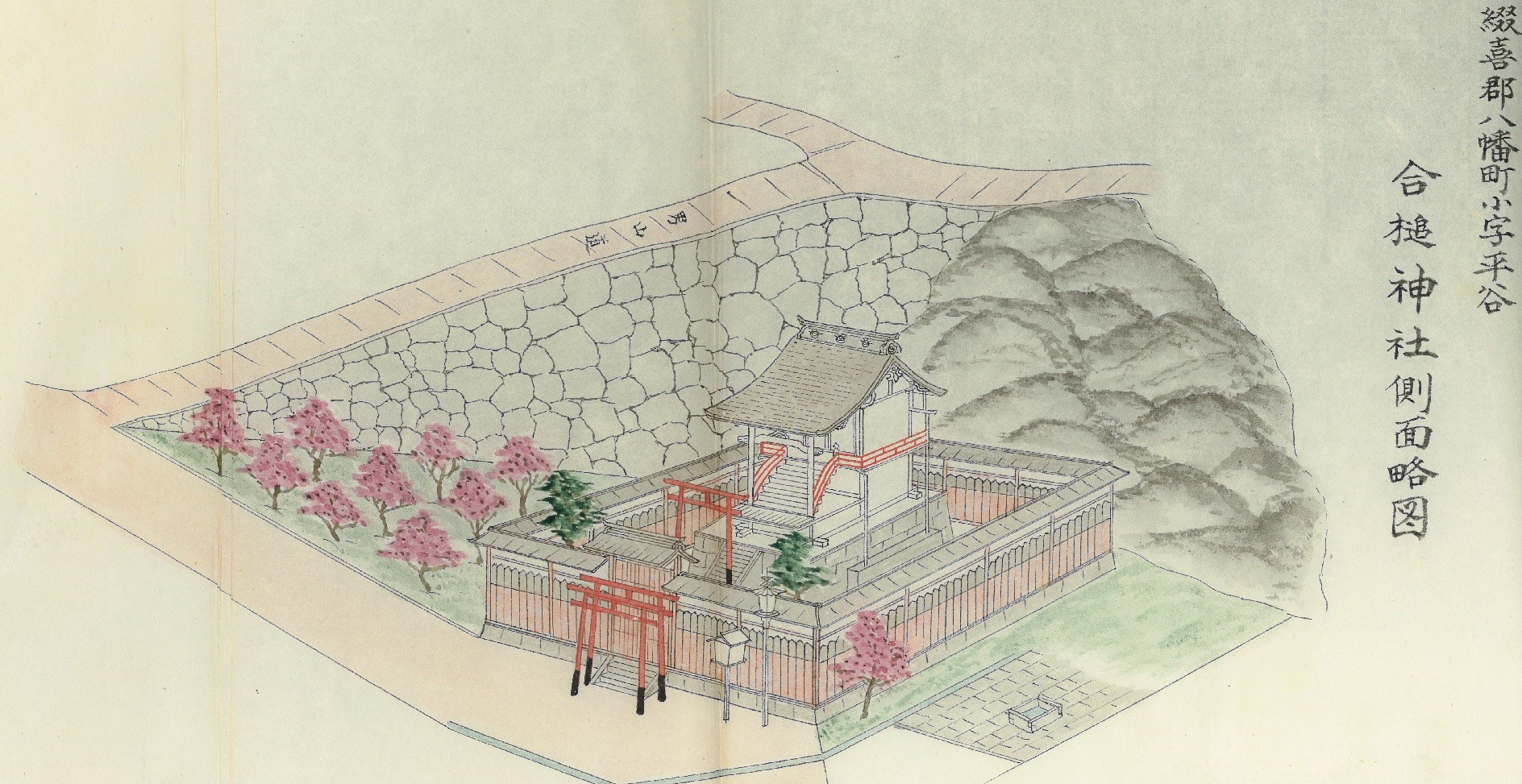
相槌神社側面略図

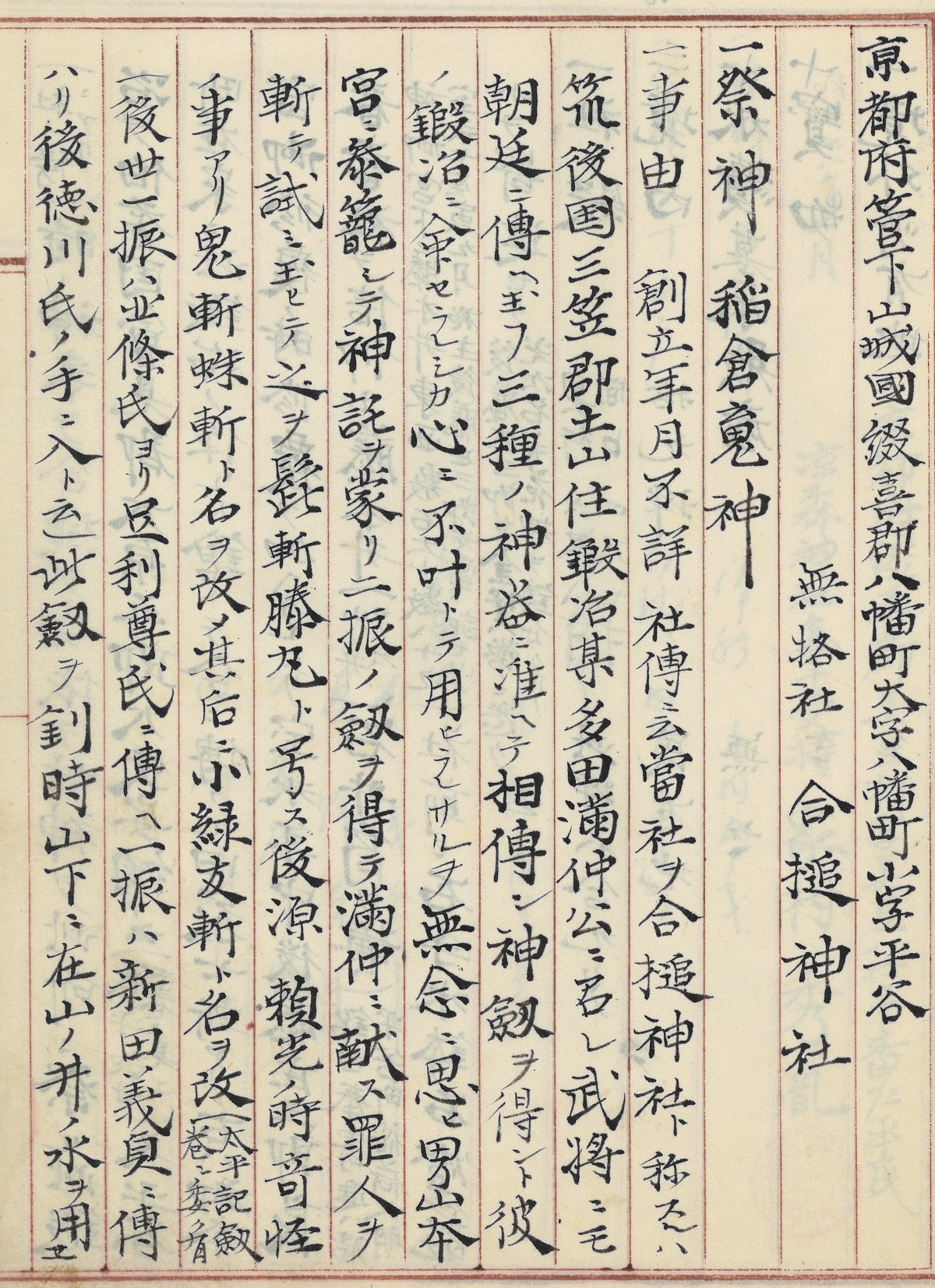
相槌神社社伝

創建は不詳であるが、社伝によると『當社ヲ相槌神社ト称スルハ、伯耆国（ほうきのくに）會見郡（あいみぐん）大原五郎太夫安綱鍛冶スル時ニ神来タリテ相槌ヲナス　依テ此所ニ神ヲ祭ル（抜粋）』とある。天下五剣と謳われ、現在国宝に指定されている童子切安綱を造った伯耆安綱と、倉稲魂（うかのみたま）が、境内にある山ノ井の水を用い、名刀『髭切』『膝丸』を造った場所と伝わる。刀の歴史からたどると千数百年の歴史があると考えられる。

## 境内
- 社殿
- 社務所
- 山ノ井の水

## 祭事
- 月次祭（毎月1日、15日）

毎月2回ある月次祭において、御朱印や祈祷を行っている。

## 現地情報
所在地
- 京都府八幡市八幡平谷10

交通アクセス
- 最寄駅：京阪電鉄京阪本線 石清水八幡宮駅 （徒歩約5分）
- 駐車場：なし